# Тудор-Владіміреску (Авремень, Ботошань)
Тудор-Владіміреску (рум. Tudor Vladimirescu) — село у повіті Ботошані в Румунії. Входить до складу комуни Авремень.
Село розташоване на відстані 400 км на північ від Бухареста, 36 км на північний схід від Ботошань, 102 км на північний захід від Ясс.

## Населення
За даними перепису населення 2002 року у селі проживали 835 осіб, усі — румуни. Усі жителі села рідною мовою назвали румунську.